# Каріна Масотта
Каріна Масотта (ісп. Karina Masotta, 5 березня 1971) — аргентинська хокеїстка на траві.
Срібна призерка Олімпійських Ігор 2000 року, учасниця 1996 року.
Переможниця Панамериканських ігор 1991, 1995, 1999 років.
Чемпіонка світу 2002 року, срібна призерка 1994 року.
Переможниця Трофею чемпіонів 2001 року, срібна призерка 2002 року.
Переможниця Панамериканського кубка 2001 року.